# Академик Курчатов (судно)
«Акаде́мик Курча́тов» — научно-исследовательское судно Академии Наук СССР, бывший флагман экспедиционного флота Академии. Судно находилось в ведении Института океанологии имени П. П. Ширшова АН СССР. Названо в честь И. В. Курчатова.

## Описание
Серия из 7 аналогичных научно-исследовательских кораблей была заложена в середине 1960-х годов по инициативе И. Д. Папанина и М. В. Келдыша.
Проект корпуса и энергетическая установка судна были основаны на серийной модели пассажирского теплохода, разработка проекта и строительство судна были произведены верфью имени Матиаса Тезена в Висмаре (ГДР).
Длина судна составила 123 м, ширина 17 м, осадка 5 м, водоизмещение 6800 т. Экипаж насчитывал 70 чел., не считая 80 чел. научно-исследовательского персонала.
Спуск на воду состоялся в 1966 году. В ходе исследовательской деятельности «Академик Курчатов» побывал в 53 экспедиционных походах, прошёл почти 2 миллиона километров. Судно было списано Академией наук в 1991 году, после списания использовалось для пассажирских перевозок. 11 мая 2001 года в порту Мумбай (бывший Бомбей), бывший флагман советского академического флота «Академик Курчатов» был выброшен на берег для разделки «на иголки».

## Память
Якорь судна установлен в Москве на перекрёстке Нахимовского проспекта и Новочерёмушкинской улицы.
В музее Мирового океана есть экспозиция с артефактами с судна (рында, серп и молот с трубы, фрагмент бутылки шампанского, разбитой о борт судна при спуске, и др.).
В честь НИС «Академик Курчатов» названы жёлоб Курчатова (координаты: 37°00′ ю. ш. 130°30′ з. д.) и зона разломов Академик Курчатов (37°00' ю. ш., 120°40'—130°30' з. д.) в Тихом океане.